# 平方宏明
平方 宏明（ひらかた ひろあき、1957年 - ）は、日本のCMディレクター。東京都出身。

## 来歴・人物
1983年に東京造形大学デザイン学科映像科卒業。同期に西野公平、諏訪敦彦、筒井武文、島崎奈奈子、一期下に犬童一心がいる。在学中に、習作『Forget me not』（1981年）、短篇『Nutcracker』（1983年）を撮る。
卒業後は日本天然色映画（株）企画演出部に入社。同期に中島哲也、下地隆司、黒岩久美子がいる。
その後（株）WEEK'S、（株）TANKに参加。CMディレクターとして活躍する傍ら作詞家としてNHK「おかあさんといっしょ」の『ぱわわぷたいそう』など手掛ける。2007年、「ハラッパ!/halappa.jp」代表。
2023年に放送されるアキレス「瞬足」のTVCMでは、総監督・企画・演出を務めアキレス博士役としてアニメCMで声もあてている。

## 作品

### CM
- アキレス「瞬足」TVCM（2023年、アキレス博士）

### PV
- 2008年
  - 東京都生活文化スポーツ局、東京都産業労働局による海外向け東京観光紹介用DVD "TOKYO COLORS" 、"FUTURE'S SET TO TOKYO"（企画演出・高崎勝二と共同演出）
- 2009年
  - 石川県海外富裕層向けPV " REAL JAPAN ISHIKAWA "（企画演出）
  - 島根県地域映像発信プロジェクト" 謎の国、島根。"（企画演出）
  - Panasonic SUPERBOX2009（展示映像・企画演出）
- 2010年
  - TOYOTA Smart Movillity PV "TOYOTA 20xx"（企画演出）
  - Panasonic SUPERBOX2010（展示映像・企画演出）
  - Panasonic INTERNATIONAL LIGHTING FAIR（展示映像・企画演出）
- 2011年
  - Panasonic SUPERBOX2011（展示映像・企画演出）
- 2012年
  - Panasonic SUPERBOX2012（展示映像・企画演出）

### ショートフィルム
- 角川ホラーシネマ - 『くま女』/ Kuma-Onna / Lady-Teddy：web & DVD
- 角川ホラーシネマ - 『誰かが見ている』/ Watching me : web & DVD

### プロモーションフィルム
- Sound Horizon Concert tour 2006～2007 『Roman ～僕達が繋がる物語～』： DVD

### ミュージッククリップ
- Sound Horizon  / "The Endia & The Knight" / "The invisible Arm "見えざる腕
- Clacks / "With Mr. Elger" / "Scarlet in Andarusia" / "Lady Clacks"
- KUMACHI
- MASUMI

### Concert Direction
- Sound Horizon Concert tour 2006～2007『Roman ～僕達が繋がる物語～』

## 受賞歴
- 資生堂 -  "資生堂ミュージカル/レ・ミゼラブル”TVCM /1988 ACC賞（音楽部門）
- シャープ -  "Lookin'SHARP'90":1990/London International AD award. (Finalist)
- シャープ -  "Memories Of The Heart":1991/London International AD award.(Finalist) 1991/THE NEW YORK FES.(Finalist) 1991/U.S.INDUSTRIAL FILM&VIDEO FES.(Finalist&Creative Excellence)
- シャープ -  "BE SHARP":2002/U.S.INDUSTRIAL FILM&VIDEO FES.(Finalist&Creative Excellence)
- 北日本放送 - 企業シリーズテレビのある風景「子ども篇」「夫婦篇」「若者篇」「家族篇」「父親篇」/ 2007年度 第45回ギャラクシー賞 CM部門選奨
- 『International Lighting Fair 2011 パナソニック・ブース テーマ映像 Welcome to EVERLEDS Lighting Museum』/ 英文連アワード2011優秀作品賞（準グランプリ）

## 作詞
- NHK、おかあさんといっしょ
  - 『ぱわわぷたいそう』
- NHK、いないいないばぁ!
  - 『ウキウキヤッホー』
  - 『ぽよよんゼリーとプリン』
- NHK、むしまるQゴールド
  - 『ミドリガメのうた』
  - 『ナメク☆ジノバネリ～NEVER LOSER～』
  - 『水の中の小さなクマ』
  - 『ウーパークイーンの宮殿』